# Фудзівара Іваїті
Фудзівара Іваїті (яп. 藤原 岩市, 1 березня 1908 − 24 лютого 1986) — старший офіцер імператорської армії Японської імперії під час Другої світової війни, а згодом генерал-лейтенант післявоєнних Сухопутних сил самооборони Японії.

## Біографія
Фудзівара Іваїті народився у префектурі Хіого, він закінчив 43 клас військової академії армії Японської імперії в 1931 році й був призначений до 37 піхотного полку імператорської армії Японської імперії. Після закінчення строкової служби в Тяньцзіні, що розташований на території сучасного Китаю, Фудзівара Іваїті повернувся до Японської імперії та вступив до вищої військової академії армії Японської імперії та закінчив 50 випуск цієї академії у 1938 році, після цього він був направлений до проходження військової служби в лавах японської 21 армії.
У 1939 році Фудзівара Іваїті був переведений до підрозділу японської військової розвідки Генерального штабу Імперської армії Японської імперії, якому було доручено планувати військові операції в Південній та Південно-Східній Азії. У 1941 році Фудзівара Іваїті відвідав Бангкок і того ж року приєднався до японської Південної експедиційної армійської групи як начальник штабу цієї армійської групи. У 1941 році Фудзівара Іваїті створив «Ф-Кікан», японський підрозділ спеціальних операцій, якому було доручено допомагати розвитку національних рухів, які виступали за незалежність на території Британській Індії, Малаї та в Нідерландській Ост-Індії. У 1943 році Фудзівара Іваїті та його підрозділ були передані до складу японської 15 армії. Військовий підрозділ спеціальних операцій «Ф-Кікан» надав велику допомогу у створенні Індійської національної армії.
Знаючи про тривалу боротьбу нідерландців за підкорення провінції Ачех на півночі Суматри та постійний опір аченського періоду нідерландському правлінню, Фудзівара Іваїті отримав наказ вступити в контакт з рухом за незалежність Ачеха, для сприяння японському вторгненню до Нідерландської Ост-Індії. Одним із його перших контактів був з Сахідом Абу Бакар, він був релігійним вчителем, який жив у місті Кедах, який допоміг йому у вербуванні невеликої організації. Метою цієї організації був збір інформації для японської військової розвідки, забезпечення постачання, поширення прояпонської пропаганди та перешкоджання нідерландським зусиллям по стабілізації ситуації, та саботаж інфраструктури. Фудзівара Іваїті також зв'язався з місцевою ісламською націоналістичною організацією PUSA, щоб вони розпочали збройне повстання. У ніч на 11 березня 1942 року бойовики «Ф-Кікан» і нерегулярні підрозділи «PUSA» захопили столицю Ачеха Банда-Ачех. Таким чином, коли дивізія японської імперської гвардії тільки висадилася наступного ранку, місто вже й так було під контролем японських військових сил.
Згодом Фудзівара Іваїті служив офіцером розвідки в штабі японської 15 армії яка була розташована в Бірмі. Він розвідав більшу частину північної частини цієї країни, готуючись до «операції U-Go», японського наступу на Британську Індію. Після провалу цього наступу майже весь персонал японської 15 армії було переведено, хоча сам Фудзівара Іваїті був переведений останнім з них у грудні 1944 року.
Після свого відкликання до Японської імперії Фудзівара Іваїті протягом року викладав у вищій військовій академії армії Японської імперії, а потім був переведений назад на фронт в статусі начальника штабу японської 2 армії у квітні 1945 року та японської 57 армії у червні 1945 року. Наприкінці другої світової війни Фудзівара Іваїті перебував в Сінгапурі.
Фудзівара Іваїті був одним із небагатьох офіцерів Імператорської армії Японської імперії, який здійснив перехід до післявоєнних сухопутних сил самооборони Японії, де в 1955 році очолив Сили внутрішньої оборони та 1-м окружним корпусом Токіо (попередником японської 1-ї дивізії) у 1956 році, до свого виходу у відставку у званні генерал-лейтенанта сил самооборони Японії в 1964 році.
Пізніше Фудзівара Іваїті написав книгу «Ф. Кікан: Розвідувальні операції японської армії в Південно-Східній Азії під час Другої світової війни», в якій він назвав себе «Лоуренсом Аравійським Південно-Східної Азії».

## У масовій культурі
У серії Amazon Prime Video Original The Forgotten Army— Azaadi Ke Liye Іваїті Фудзівара зіграв японський актор Джунічі Каджіока, який проживає в Лондоні. У малайзійському фільмі 2000 року «Лефтенан Аднан» Фудзівару зіграв Фарід Амірул.

### Книги
- Lebra, Joyce C. (1977). Japanese trained Armies in South-East Asia. New York: Columbia University Press. ISBN 0-231-03995-6.
- Fay, Peter W. (1993). The Forgotten Army: India's Armed Struggle for Independence, 1942-1945. Ann Arbor: University of Michigan Press. ISBN 0-472-08342-2.
- Fujiwara, Iwaichi (1983). F. Kikan: Japanese Army Intelligence Operations in Southeast Asia During World War II. Heinemann. ISBN 962-225-072-6.